# Castillo de Grajal de Campos
El Castillo de Grajal de Campos es una construcción militar del XVI situada en esta localidad leonesa, sobre los restos de otro castillo anterior del siglo X. Se le considera el primer castillo artillero en España. Es un impresionante edificio diseñado por el arquitecto Lorenzo de Aldonza, llevada a cabo entre los años 1517 y 1521, por orden de Hernando de Vega, y finalizado por su hijo, Juan de Vega, VI señor de Grajal de Campos. Tiene planta cuadrangular con 4 torreones donde se emplazaban los cañones de mayor calibre. Está construido sobre un pronunciado talud. Fue declarado Monumento Nacional el 3 de junio de 1931.
A pesar de su excelente estado de conservación no ha sido restaurado.

## Historia
En un documento del año 967 ya se menciona la existencia del "castello de Graliare". Dos documentos del monasterio de Sahagún indican que el castillo de Grajal había sido otorgado al conde Raimundo de Borgoña. El castillo se convirtió en su residencia principal por cinco años, hasta su muerte en el castillo en 1107.
La actual edificación es una obra gótica tardía de comienzos del siglo XVI, encargada por el poderoso señor de Grajal, Hernando de Vega, Comendador Mayor de Castilla, Presidente del
Consejo de Órdenes Militares y Consejero del Consejo de Indias, cuyo hijo Juan sería Presidente del Consejo de Castilla y primer conde de Grajal. Hernando, temiendo la inminente revuelta de Castilla y de León contra Carlos V no esperó la aprobación real para levantar la defensa. Cuando ésta llegó en 1521 el castillo ya estaba concluido.
El castillo siguió guarnecido y artillado en los siglo XVI y XVII. Cuando los condes dejaron de habitar en Grajal a comienzos del siglo XVIII, comenzó el declive del edificio.
Entre 1833 y 1900 se instaló un cementerio junto al adarve septentrional.

## Características
Se trata de un cuadrado de 73 metros de lado (88 varas) con cuatro torres en las esquinas y tres plantas. Antaño estaba aislado por un foso con puente levadizo y porterna de entrada, todo ello actualmente enterrado, sin que se haya encontrado dónde se hallaba exactamente. Según un manuscrito del siglo XVIII, se hallaba en el lado meridional del complejo.
La entrada se realiza a través de un portillo que da acceso a una escalera de caracol. El interior de la fortaleza se halla enteramente de tierra. Las escaleras de las otras tres torres están inutilizadas.